# كره النساء
كره النساء أو ازدراء المرأة أو الميسوجينية (من اليونانية: μισεῖν + γυνή) هي كراهية أو احتقار النساء أو الفتيات. وكما اعتبره الخطيب الروماني شيشرون ناجماً عن مصطلح الخوف من النساء (باللاتينية: Gynophobia). ويصب في نفس الموضوع مصطلح آخر قريب من الموضوع هو كراهية الزواج. وفقًا لنظرية مناصري حقوق المرأة، فإن الميسوجينية أو كره النساء يمكن أن تتجلى بعدة صور، منها التمييز الجنسي، واحتقار النساء، والعنف ضدهن، واعتبار المرأة كأداة جنسية. لطالما ظهرت كراهية النساء كسمة بارزة في الأساطير القديمة، في مختلف الأديان أيضًا بالإضافة لذلك، وُصف العديد من الفلاسفة الغربيين المُؤثرين بِكارهي النساء. يقابل هذا المصطلح مصطلح آخر يعرف بكراهية الرجال (Misandry) ويعارضه مصطلح (Philogyny) وهو ما يعرف بعشق النساء أو الولع بهن.

## التعاريف
عرف الاجتماعي آلان جونسون كراهية النساء قائلًا: «ما هو إلا تصرف حضاري لكره الإناث بسبب كونهنَّ إناث.» ويناقش جونسون ذلك:
أما ميشيل فلوود فقد عرفت (الميسوجينية) بكراهية النساء، وأضافت ملاحظات:
القواميس اللغوية عرّفته أيضًا بكراهية النساء، بالضغينة، أو عدم حب، أو عدم الثقة بالنساء وفي استجابة لأحداث وقعت في البرلمان الأسترالي في عام 2012، قام قاموس ماكواير (قاموس الإنجليزية الأسترالية والنيوزلندية) بتوسيع هذا المفهوم ليشمل ليس فقط كراهية المرأة ولكن «العنصرية المسبقة ضد المرأة».

## في اليونان القديمة
في كتاب «مدينة سقراط: مقدمة إلى أثينا الكلاسيكية»، لـ جية دبليو روبرتز قال: إن كراهية النساء تُعدّ تقليدية في الأدب اليوناني وهي أقدم من الكوميديا والتراجيديا، قديمة جدًا كعهد هيسود على الأقل.
مصطلح (misogyny) هي كلمة إنجليزية ويعود أصلها إلى كلمة يونانية قديمة "misogunia" والمكونة من مقطعين: المقطع الأقدم والأطول والأكثر اكتمالًا أتى من فيلسوف ينتمي للمذهب الرواقي يدعى «أنتيبيتر طرسوس» في مسلك معنوي يعرف بـ «عن الزواج» 150 سنة قبل الميلاد، يناقش أنتيبيتر بأن الزواج هو الأساس التي تقوم عليه الدولة، ويعتبر أنه مبني على مرسوم إلهي -الإيمان بتعدد الآلهة-(الشركية).
وقد استخدم مصطلح كاره للنساء، لوصف كتابات يوربيديس المعتادة tēn misogunian en tō graphein (τὴν μισογυνίαν ἐν τῷ γράφειν «كراهية النساء في الكتابة»). ولكنه ذكر ادعاءه هذا بصورة متناقضة نوعا ما، حيث اقتبس عن يوروديوس في بعض المواضع، امتداحه للزوجات.
ولكن انتباتور لم يذكر ما الذي دفعه للاعتقاد بأن بعض كتابات يوروديوس توحي بكراهية النساء، ولكنه ببساطة عبر عن معتقداته بأن بعض الرجال (يقصد يوروديوس) وإن كانوا يكرهون النساء لكنهم يمتدحون الزوجات، حاسماً بذلك جدله حول أهمية الزواج. ويقول، «إن هذا الشيء حقًا بطولي».
ولكن سمعة يوبيديز كمعادي للمرأة عرفت من مصدر آخر. اثينوس في عمله الأدبي «ديبنوسوفيسفي» أو مائدة الأساتذة، له شخصية من الحضور على المائدة يقتبس مقولة لهيرونيموس من مدينة كارديا تؤكد أن وجهة النظر هذه كانت منتشرة، بينما كان يعرض سوفوكليس تعليقه على الموضوع.
بصرف النظر عن سمعة يوريبدوس، أنتيبيتر ليس الكاتب الوحيد الذي يرى التقدير للنساء في كتاباته، اعتقدت كلًا من كاثرين هيندرسون وباربرا مكمانوس أنه «من أكثر الكتاب القدماء تعاطفًا مع النساء» واستشهدتا «بنقاد حديثين نسبيا» ليؤيدوا دعواهما.
استخدام آخر لا زال قائما للكلمة الإغريقية المصدر على يد كريسيبوس، في مقطع من كتابه "في الوجدان" وقد اقتبس منه جالين في ابقراط الوجدان هنا الميسوجيني "كراهية النساء" هي الأولى في قائمة قصيرة من ثلاث عناصر. "سخط على النساء" الميسوجيني "كاره للنساء"..كاره للخمر "مايزونيان".... كاره للإنسانية "مايزانثروبيان"
وجهة نظر كريسيببوس أكثر تجردًا من انتايباتير. وقد اقتبس جالين المقطع كمثال لرأي مخالف ومناقض لرأيه.. على ما يبدو أنه يصنف كراهية النساء ضمن كراهية البشر بشكل عام، وحتى ضمن كراهية الخمر. «كان الاعتقاد الطبي السائد في ذلك الوقت أن الخمر يقوي الروح والبدن على حد سواء»
إذا، مثل رفيقه ذو المذهب الروقي، أنتيبيتر، ينظر لكراهية النساء بسلبية، كمرض، والنفور من شيء جيد. وأن مشكلة الأحاسيس المتعارضة أو المتبادلة كانت مستمرة مع الكُتّاب القدامى. اقترح ريكاردو سيللس وجهة النظر الرواقية التي تقول «أن الرجل لا يتحول فقط بين الولع بالنساء إلى كراهية النساء وبين عمل الخير والإحسان إلى بغض الجنس البشري بل إنه يتشجع لأحدهما بسبب الآخر».
و كان أرسطو أيضًا يُعدّ من كارهي النساء، فقد كتب سابقًا أن النساء أدنى منزلة من الرجال. فمثلا لنستشهد بفهرس سينثا فريلاند «أرسطو قال أن شجاعة الرجل تكمن في إعطاء الأوامر بينما المرأة في الطاعة والاستجابة، وبأن المادة تتوق للشكل كما المرأة للرجل البشع للجميل. وبأن للمرأة أسنان أقل من الرجل. وبأن المرأة رجل غير مكتمل أو فيه تشويه. والتي تشارك في المادة فقط وليس في الشكل مع أجيال النسل. وبأن المرأة في العموم كيان أدنى منزلة. وبأن شخصية المرأة في التراجيديا ستكون غير مقبولة إن ظهرت بصورة شجاعة أو قوية» فريلاند 1994:145-46
في دليل فلسفة أفلاطون و(الجمهوية) الصادر عن دار روتليدج، يصف نيكولاس باباس مشكلة كراهية النساء ويقول:
مصطلح كراهية النساء موجود أيضًا في الإغريقية «مايزوجونس» وفي مائدة الأساتذة «أعلاه» وفي «حيوات متوازية» لبلوتارخ حيث استخدمت كعنوان لهيراكليس في تاريخ فوكين.
كانت أيضًا عنوانا لمسرحية كتبها ميناندر، والتي نعرف بشأنها من الكتاب «سبعة» والذي يتعلق بشؤون الإسكندرية من ستابرو. 17 مجلد جغرافي. واقتباسات ميناندر على يد كليمنت الإسكندرية وستوبايوس المرتبط به عن طريق الزواج.
ميناندر كتب مسرحية أيضًا تدعى Misoumenos أو الرجل الذي كرهته (هي) مسرحية إغريقية أخرى بنفس الاسم «مايزوجونس» أي كاره النساء، كتبها سيسيرو باللاتينية وأهداها لماركوس اتيليوس الشاعر، تحدث ماركوس توليوس سيسرو بأن فلاسفة الإغريق قالوا بأن سبب كراهية النساء هو الخوف من المرأة،
الشكل الأكثر شيوعا من هذه الكلمة العامة لكراهية المرأة هي ميسوجونيوس (μισογύναιος):
نجد الكلمة أيضًا عند فيتتوس فالينس (عالم فلكي إغريقي) في مقتطفات أدبية وعند ديماسقيس (فيلسوف وثني) في المبادئ.
وباختصار، يعتبر الأدب اليوناني كراهية النساء مرضًا وهو أمر معادي للمجتمع حيث أنه يتعارض مع مفاهيمهم في أهمية النساء كزوجات وفي الأسرة باعتبارها أساس المجتمع. وتلك النقاط مُدّونة في الأدب الثانوي بشكل واسع.

## في سنّ القوانين
الخيانة المثيرة للشفقة في القانون الإنجليزي المتعارف عليه تتضمن قتل الزوج على يد زوجته، ولا يدخل فيه قتل الزوجة على يد زوجها.
كان المجرمات الإناث أكثر عرضة للحرق على عمود بدلًا من الشنق أثناء الإعدام.

## الديانات

### اليونان القديمة
كراهية النساء: أقدم عنصرية وتحيز في العالم، يرى جاك هولاند دليل على كراهية النساء في ميثولوجيا العالم القديم في الميثولوجيا الإغريقية وبناءً على هيسيود فإن العرق البشري وُجد قبل خلق المرأة. وكان تواجدًا مسالمًا مستقلًا كشركاء للآلهة عندما قرر بوميثوس أن يسرق سر النار من الآلهة. غضب زيوس وقرر معاقبة الإنسانية بأمر «قد يؤنسهم ولكنه شر في الأصل» باندورا وهي أول امرأة حملت مرطبانًا (عادة ما يوصف «الخطأ» بأنه صندوق) نُبهت بأن لا تفتحه ابيميثوس.أخو بروميثوس، أعجب بجمالها وعصى بروميثوس الذي نبهه منها، وتزوجها ولم تستطع باندورا أن تقاوم الاختلاس على المرطبان، وعندما فتحته أطلقت عنان الشر في هذا العالم من عمل شاق ومرض وشيخوخة وموت.

### البوذية
في كتابه قوة دانيال: البوذية والطهارة والعنصر.. ناقش البروفيسور بيرنارد فيور من جامعة كولومبيا فقال أن البوذية لا مع النبذ ولا مع المساواة كما كان مُعتقد وقد لاحظ: أن العلماء النسويّين (مع حقوق المرأة) قد أكدوا على كراهية البوذية للنساء (أو على الأقل تقديم الرجل وجعله مركزًا للكون وتاريخه وثقافته) وأكد أن البوذية تمجد الرهبان الرجال بينما تعطي أمهاتهم وزوجاتهم أدوارًا مهمة وكما كتب أيضاً:
وبينما يرى بعض العلماء البوذية كجزء من حركة التحرر، يراها البعض كمصدر للقمع. وربما إنه تمييز فقط بين المتفائلين والمتشائمين، إن لم يكن بين الواقعيين والمثاليين. وكما بدأنا نستوعب أن مصطلح البوذية: لا يحدد كيان متآلف لكنه يغطي عددًا من المذاهب والإيديولوجيات والممارسات والبعض منها يبدو مستعدًا لتقبل ورعاية الآخرين.

### اليهودية
رأى جاك هولاند دلائل كراهية النساء في العهد القديم التوراة في قصة سقوط الإنسان في كتاب «سفر التكوين» في كراهية النساء: أقدم تحيز في العالم.
شّخَصَ حادثة سقوط الإنسان كخرافة تُلام فيها المرأة على معاناة وأوجاع البشرية (انظر أيضا الخطيئة الأصلية).
التوراة هو عبارة عن توفيق بين عدة تقاليد يهودية وهذا يفسر التناقضات المتنوعة في العهد القديم مثال على ذلك: تقريران وردا عن خلق الإنسان في سفر التكوين خُلِق الرجل والمرأة بنفس الوقت طبقًا للحساب الأول ولكن جاء في الحساب الثاني أن الرجل خُلِق أولًا ثم خُلِقت المرأة من ضلعه حاول راببس تدارك هذا الإغفال الأدبي مقدمًا توضيح من خارج نص الكتاب المقدس عن الخلق، حيث صرح بأنه وقبل أن يخلق يهوه (الله) حواء خلق ليليث، زوجة آدم الأولى.
خلقت ليليث مع آدم وتشكلت من الأرض، كما كان هو، وقد استخدم يهوه القاذورات والرواسب لخلقها. آدم وليليث لم يحصلا أبدًا على علاقة متناغمة لأنها عادةً ما تتعدى ولا تستجيب له أحست ليليث بالإهانة لاضطراها للاستلقاء تحت آدم عند اللقاء الجنسي وغالبًا ما كانت تحاججه: «لم علي أنا أن استلقي تحتك، أنا أيضًا خلقت من تراب، وعلى هذا أنا مساوية لك»، وفي النهاية تهجر ليليث آدم وتصبح شيطانية والتي باتحادها مع آدم خلقت عدد لا محدود له من الشياطين الذين لا زالوا وباءً على البشر ومصدر للإزعاج. وكما تستمر القصة، تجاهل يهوه مشكلة مطالبة النساء بالمساواة عندما عاد وخلق حواء من ضلع آدم، كجزء غير مهم من جسد الإنسان «تشريحيا».
إلى جانب خلق حواء من ضلع آدم لفرض السيطرة الذكورية، يصغر الكتاب المقدس من شأن المرأة من خلال دور حواء في إغواء آدم وسقوطه من الجنة بعد أن أكل الفاكهة الممنوعة من شجرة المعرفة، سأل يهوه آدم: إن كان قد أكلها فأجاب آدم: أعطتني حواء الفاكهة من الشجرة وأنا أكلتها.. عندها لعن الإله حواء قائلًا: سأضاعف شقائك وآلامك وستحملين الأطفال بألم، ستخضعين للزوج وستنصاعين له. تصرف حواء فرض الموت في عالم الإنسان، إلا أنها أقنعت الحيوانات أن تأكل من فاكهة شجرة المعرفة وبذلك فرضت الموت على عالم الحيوانات أيضًا. «حواء» هي النسخة العبرية من باندورا اليونانية وخلافًا لكل الديانات المعاصرة والمجاورة، لا نجد في اليهودية ملائكة إناث وبذلك تنصلت من أي فكرة توحي بقدسية المرأة أو قوتها التي يمكن أن نأخذ عنها.
عالم الدين والآثار رولاند دي فوكس يربط ما بين الوضع الاجتماعي والقانوني للزوجة الإسرائيلية الأقل مرتبة من وضع الزوجة في الدول المجاورة. الزوج بإمكانه تطليق زوجته وفي المقابل، النساء ليس بإمكانهن طلب الطلاق. الزوجة تخاطب زوجها ببال أو السيد؛ وهي تناديه أيضًا بأدون أو الرب؛ فتخاطبه في الواقع كالعبد الذي يخاطب سيده أو الرعية التي تخاطب ملكها. تدرج الوصايا العشر زوجة الرجل بين ممتلكاته. وتبقى قاصر طيلة حياتها والزوجة لا ترث من زوجها، ولا البنات من آبائهن، ما عدا إن لم يكن هناك وارث ذكر.

### المسيحية
الاختلافات في التقاليد والتفسيرات للكتاب المقدس تسببت في ظهور طوائف مسيحية تختلف في معتقدها حول اعتبار كراهية النساء. تدّعي كاثرين روجرز في «المساعد المزعج» أن المسيحية كارهة للنساء، حيث تعرض أمثلة محددة من رسائل بولس الرسول في العهد الجديد، تقول أن إرث كره النساء المسيحي تعزز من قبل من يسمون «آباء» الكنيسة، مثل ترتوليان الذي كان يعتقد أن المرأة ليست فقط «بوابة الشيطان»، بل «معبدًا مبنيا على مجاري الصرف الصحي». يصرّح روجرز:
مهدت رسائل القديس بولس الأسس الأولى لكراهية النساء في الديانة المسيحية من خلال إبراز الشعور بالذنب إزاء ممارسة الجنس، والتركيز على ضرورة إخضاع المرأة، والتحذير من غوايتها.
وعلى النقيض، يرى علماء آخرون أن المسيحية لا تشمل أو يجب أن لا تشتمل على مبادئ كراهية النساء. ذكر العالم الانجيلي في معهد فولر للدراسات اللاهوتية أن الآية 3:28 من سفر رسالة الرسول بولس إلى أهل غلاطية والتي تقول: (ليس يهودي ولا يوناني. ليس عبد ولا حر. ليس ذكر ولا أنثى. لأنكم جميعا واحد في يسوع المسيح) تعد الأساس اللاهوتي في إشراك النساء والرجال على حد سواء في كل مهام الكنيسة.
في كتابة المساواة لدى المسيح؟ غلاطية 3-28 والنزاع الجنسي، يقول ريتشارد هوف أنه بالرغم من أن غلاطية 3-28 تعني أن جنس المرء لا يؤثر على الخلاص، إلا أن «هناك نمط تحاكي فيه المرأة خضوع الكنيسة للمسيح (أفسس 5:21-33) ويحاكي الزوج حب المسيح للكنيسة». كتبت مارغاريت رينك، وهي عالمة نفس إكلينيكية في كتاب «الرجال المسيحيين الذين يكرهون النساء» أن الثقافة الاجتماعية المسيحية في الكثير من الأحيان تسمح «بسوء استخدام المبدأ التوراتي للخضوع» بطريقة كارهة للنساء. ولكنها تقول أن هذا تشويه «لعلاقة صحية فيها خضوع متبادل» وهي محدد في العقيدة المسيحية حيث «الحب مبني على أن احترام متبادل وعميق هو المبدأ التوجيهي من وراء كل القرارات والأفعال والمخططات». كما أن الباحث الكاثوليكي كريستوفر ويست يقول أن «الهيمنة الذكورية تتعدى على خطة الله وهي نتيجة للخطيئة».

### الإسلام
قبل الإسلام كانت المرأة العربية مسلوبة الحقوق والإرادة، بل كان يقوم بعض العرب بوأد البنات في مهدها، ويرى المسلمون أن الإسلام رفع الظلم عنها، وأوصى بحفظ حقوقها وإعلاء شأنها، بل جعلها شقيقة الرجل في جميع الأحكام الشرعية، فيقول النبي محمد ﷺ: «النِّسَاءَ شَقَائِقُ الرِّجَالِ» رواه أحمد والترمذي. بل وأوصى النبي وصية خاصة بها، فقال: 
 وسميت السورة الرابعة في القرآن تُسمى سورة النساء، ويخاطب القرآن الرجل والمرأة على حد سواء في أمور العبادات والفروض الدينية. بينما خاطب الرجال عوضاً عن النساء في أمر يخص الأنثى بشكل مباشر وهو الدورة الشهرية في الآية قالب:قرأن (وليس في ذلك أية إساءة، فالقرآن يرشد الزوج بكلمة من الله مباشرة حتى يكون النهي قاطعا لا جدال فيه، لدفع الضرر عنها وعنه، ولأن المسلم/ة دائما ما يتحرى الطهر والنظافة)، وفسر القرطبي في تفسيره بأن مصطلح «أذى» هو كناية عن «النجس/القذر على الجملة»، وهو ما عُرف بالفطرة السوية لدى النساء والرجال، ولكن اللفظ القرآني حمل المعنى ومراده بلفظ راقي، بينما فسرها رشيد رضا في تفسير المنار بالضرر، وبين أن الآية تنهى عن جماع النساء في فترة الحيض تجنبا للضرر الناتج عن ذلك والذي قال أنه إن سلم منه الرجل فلا تكاد تسلم منه المرأة. كما وصف القرآن النساء «بالحرث» في الآية قالب:قرأن وهو وصف يرفضه منتقدي الإسلام بوصفه النساء بالأرض الزراعية. وفي الخريطة الإدراكية لؤلائك المنتقدين امتهان دائم للمرأة، حرفوا المعنى بسببه، فرأوا أنه يشير إليها باعتبارها جماد أو شيء من ضمن الأشياء، في حين أن الرؤية السوية للإسلام تصرف الأذهان لمعانٍ إنسانية حقّة، فتشير اللفظة للمرأة كإنسان له وظيفة إنسانية: الإنجاب والتنشئة، مقرون وجودها بالمسئوليات من النفقة والرعاية، فلا يمكن التنصل من هذه المسئولية، لأنها ليست مجرد آداة تستخدم للإشباع الجنسي (الآن وهنا)، ويرفض المنحرفون أن تكون تلك وظيفة للمرأة لأنهم يرون أن المرأة بذلك تكون في مرتبة إنسانية أقل من الرجل أي: في درجة أدنى على سلم دارون للتطور، لكن ليس في الفطرة السوية أن الذكورة تكريم، والأنوثة تحقير، والدليل على ذلك، أنهما -حسب العقيدة الإسلامية- كلاهما يتساوى في الثواب، ويتساوى في العقاب أيضا، ولكن وظائفهما في الدنيا تختلف لتتكامل، وتجبر النقص عند كلاهما، وإنما كان ذلك التمايز آية، أن ليس الخلق كله واحدا مصمتا، ففي تلك الكلمة "حرث" ضبط للموازين، حتى لا تستباح المرأة وتختزل النظرة إليها كمادة إستعمالية، أو كشيء من بين الأشياء.
ويرى المنتقدون لموقف الإسلام تجاه المرأة الآية 34 من سورة النساء مثالاً آخر لنقد موقف الإسلام من المرأة. الآية تقول: قالب:قرأن. "الرجال قوامون" هي من ضمن الوظائف والمهام الموكلة لكل منهما، فهم قوامون بتكليف من الله وبما أنفقوا. وتشير "بما فضل الله بعضهم على بعض" إلى ما نوهنا عنه مسبقا، وكلاهما مفضل على بعض ببعض المهام. وشكلت آية "واضربوهن إشكالا لدى كثيرين، فمن الناس من استباح بها ضرب الثأر والانتقام، رغم أنها شرعت كوسيلة من وسائل التأديب، حتى لا تفقده حق "القوامة" فيصل الأمر بعد ذلك لأن تتعدى الزوجات على أزواجها، وإن ذلك مفسدة عظيمة، وكما شرع الله الصلوات الخمس وجعلها ركنا من أركان الإسلام بين عدد ركعاتها وكيفيتها من خلال سنة نبيه بين أيضا أن "واضربوهن" لا يكون ضربا مبرحا ولا يكون على الوجه ،وغيره من خلال سنة نبيه فكما جاءت السنة لضبط المشروع وبيانه، جاءت أيضا لدفع الظلم من المسيء من الرجال، فالإسلام لم يبتدع ضرب في النساء.
يناقش الكاتب تاج هاشمي الميسوجينية أو كراهية النساء وعلاقته بالثقافة الإسلامية وفي بنغلادش خصوصًا، في كتاب «الإسلام الشائع الميسوجينية: دراسة حالة بنغلادش» «نتيجة للتفسيرات الشخصية للقرآن (من قبل رجال في أغلب الأحيان)، وانتشار الملالي الكارهين للنساء وقوانين الشريعة الرجعية في غالبية الدول "المسلمة"، يُعرف الإسلام بأنه مرادف لترويج كره النساء بأسوأ أشكاله.
على الرغم من أنه ما من طريقة للدفاع عن التقاليد "العظيمة" للإسلام بأنها ليبرالية وعادلة للنساء، يمكننا أن نفرق بين النصوص القرآنية وكم النصوص والأقوال الكارهة للنساء من قبل الملالي التي لا تمت للقرآن بصلة.»
ونعت الشريعة الإسلامية ب"الرجعية" فيه تشخيص للقضية وتحكيم للهوى لا للعقل، وأن التقنين وحد الحدود لا يعني الليبرالية، كما أن المسلمون يخطئون ويصيبون، وتسري عليهم سنن الله في الكون كسائر البشر، لذلك لا يعتبر علماء المسلمين تاريخ المسلمين مقدسا، وإنما القداسة تضفى على الدين وحده، فلا ينسب التاريخ للإسلام.
في مقال في جريدة واشنطن بوست، تحدثت إسراء نعماني عن الآية 34 من سورة النساء وقالت: أن «العنف المنزلي متفشّ اليوم في المجتمعات غير المسلمة، ولكن الإباحة الدينية الظاهرة في الإسلام تجعل التحدي أصعب». كتبت إضافة لذلك: "بالرغم من أن المؤرخين الإسلاميين أجمعوا على أن النبي محمد ﷺ لم يضرب امرأة قط، فإن من الواضح أن المجتمعات الإسلامية تواجه مشكلة العنف الأسري"، تقول نعماني في كتابها «لا إله إلا الله» أن البروفيسور في جامعة جنوب كاليفورنيا رضا أصلان كتب أن «التفسير الكاره للنساء» قد لازم تلك الآية، لأن التفسير القرآني «كان حكرًا على الرجال المسلمين». في الواقع لم يكون التفسير القرآني حكرا على الرجال وإنما كان هناك مفسرات فسرن القرآن تفسيرا كاملا أو جزئيا أمثال عائشة بنت الشاطئ، وزينب الغزالي، وحنان اللحام وغيرهن. وترجع ندرة المفسرات لأسباب منها الظروف الاجتماعية وتوجهات واهتمامات المرأة في كلّ مرحلة، ولعلّ أهمها طبيعة التكوين التي كانت سائدة. وإذا ما اطلعنا على ظروف تكوين أي عالم تدون اسمه في المدونات التفسيرية، ظهر لنا صعوبة تحققها عند المرأة في تلك المراحل. وبالطبع لا يمكن لشخص لا يملك أدوات التفسير أن يقوم بتفسير النص القرآني حتى لا يسقط في دائرة الغنوصية والتأويلات الباطنية عموما.

### السيخية
كتب الباحثان ويليام رينولدز وجولي ويبر أن الغورو ناناك ديف، مؤسس تقليد المذهب السيخي، كان «محاربًا من أجل حقوق النساء» ولم يكن «بأي شكل من الأشكال كارهًا للنساء» بعكس بعض معاصريه. على أي حال، العنف المنزلي وجرائم الشرف هي جزء أيضًا من الثقافة السيخية بسبب التفسيرات الثقافية للميسوجينيين أو كارهي النساء.

### العلمولوجية «فلسفة دينية تطبيقية»
كتب رون هوبارد المقاطع التالية في كتابة (ساينتولوجي «علمولوجية»: قراءة جديدة للحياة) 1965:
«المجتمع الذي يربي نسائه على كل شي عدا إدارة الأسرة والاهتمام بالرجل وتنشئة أجيال المستقبل هو مجتمع يمضى إلى الزوال»
«يمكن للمؤرخ أن يربط بين التراجع الحاد للمجتمع مع بداية مشاركة المرأة على قدم المساواة مع الرجل في الشؤون السياسية والاقتصادية، لأن هذا يعني أن الرجال قد بدأوا في الانحلال وأن النساء لم يعودوا نساء البتة. هذه ليست خطبة عن دور أو مكانة المرأة، إنه بيان لحقيقة واحة ومهمة».““ وذلك لأن تفسير القرآن يكون على ضوابط السنة المحددة تجنبا للوقوع في الغنوصية وغيرها من حركات التفسير الباطنية
وقد انتقدها ألان سرشتول من «ذا فايلج فويس» بوصفها تعبيرًا عن الكراهية تجاه النساء ولكن د. غوردون ملتون البروفيسور في جامعة بايلور كتب أن هابارد قد تجاهل وتراجع عن الكثير من آرائه السابقة حول النساء، والتي اعتبرها ملتون مجرد أصداء لأحكام ذلك الزمن. وأضاف ملتون أن الكنيسة العلمموية ترحب بكلا الجنسين على حد سواء على كل المستويات من مراكز قيادية إلى مراكز الإرشاد، حيث ينظر العلممويون للبشر ككائنات روحية.

## فلاسفة القرنين الثامن عشر والتاسع عشر

### وينينجر
اتهم وينجير بكراهيته للنساء في كتابه الجنس والشخصية، حيث أنه وصف الجزء الخاص بالمرأة في كل فرد بأنه «لاشيء» أساسًا فلا وجود حقيقي لها، وليس لها وعي مؤثر أو عقلاني.

### شوبنهاور
يُتهم آرثر شوبنهاور بكره النساء بسبب مقالته «حول النساء»، التي عبر فيها عن معارضته لما أسماء «بالحماقة التيوتوني-مسيحية» حول شؤون المرأة. فيزعم أن «المرأة بحكم طبيعتها يجب أن تطيع» وأيضًا قام بتدوين هذا «الرجال بطبيعتهم غير مبالين ببعضهم البعض ولكن النساء بطبيعتهم متنافسات»

### نيتشه
صرح فريدرخ نيتشه بأن كل نوع أعلى من الحضارة يعني ضوابط أكثر صرامة على النساء (ما وراء الخير والشر 7:238). من المعروف أنه قد قال "النساء أقل من الضحلة،" و"هل أنت ذاهب للمرأة؟ لا تنسى السوط ! هناك جدل حول إذا كان هذا يرقى إلى درجة كره النساء، وإذا كانت مهاتراته ضد النساء تؤخذ على محمل الجد، وحول طبيعة آرائه عن النساء.

### كانط
تشارلوت ويت كتبت عن كتابات كانط وأرسطو أنها تحتوي على تصريحات علنية من التفرقة والعنصرية وقد وجدت تصريحات مهينة للمرأة صدرت من كانط في كتابه "Observations on the Feeling of the Beautiful and Sublime"

### هيغل
قيل عن نظرة هيغل للنساء أنها كارهة لهم. تستخدم فقرات من كتابه «مبادئ فلسفة الحق» باستمرار لإظهار كرهه المزعوم للنساء.
«النساء قادرات على التعلم، ولكنهن لسن مخلوقات لنشاطات تتطلب قدرة شاملة، كالعلوم المتقدمة، أو الفلسفة أو بعض أنواع الإنتاج الفني... لا تنظم النساء أعمالهن حسب متطلبات شاملة، ولكن بناءً على رغبات وآراء اعتباطية.»

## النظرية النسويّة
في أواخر القرن العشرين، ادعى منظرو الموجة الثانية من الحقوقية النسوية أن كراهية المرأة هي سبب ونتيجة لتركيبة المجتمع الذكوري.
يصنف الحقوقيون النسويون التقليديون الكثير من السلوكيات كـ«كراهية للمرأة» وبحسب حقوقيين نسويين، تتجلى كراهية النساء في أوضح صورها عندما يُجاهر بكره عموم النساء فقط لأنهن إناث.
بحسب النظريات الحقوقية النسوية، قد توجد أنواع أخرى من كره النساء تكون أقل ظهورًا، فبعض كارهي النساء قد يكونوا متحيزين ضد النساء بالإجمال، أو قد يكرهوا نساء بسبب عدم توافقهن من التصنيفات المقبولة لديهم يدعي مؤيدو نموذج واحد أن بعض كارهي النساء يفكرون بطريقة انقسامية (الأم أو العاهرة)، حيث لا يمكن للنساء إلا أن يكن «أمهات» أو «عاهرات». هناك نموذج مغاير يدعي أن بعض الرجال يفكرون بطريقة انقسامية أخرى العذراء/العاهرة، حيث أن النساء اللاتي لا يلتزمن بالمعايير الإبراهيمية للنقاء الأخلاقي يعتبرن «عاهرات». [بحاجة لاستشهاد]
يستخدم لفظ «ميسوجينية» كثيرًا بسياق أوسع لنعت أي شخص يعتبر أن لديه نظرة متحيزة تجاه النساء كمجموعة.
إذن، شخص مثل شوبنهاور يطرح أن النساء بطبيعتهن خاضعات للرجال، قد انتقد من قبل بعض الباحثين [من؟] بأنه كاره للنساء. مثال آخر: رجل يعتبر «زير نساء» ينظر له ككاره للنساء. أمثلة على مثل هذا الرجل هو جياكومو كاسانوفا ودون خوان، اللذان اشتهرا بكثرة علاقاتهم مع النساء.
في النظرية النسوية كره النساء هو موقف سلبي من النساء كمجموعة، إذن لا حاجة لمعرفة موقف الكاره تجاه كل امرأة على حده.
آراء شخص ما الكارهة للنساء ليس من الضروري أن تمنعه من التمتع بعلاقات إيجابية مع بعض النساء. بالمقابل، العلاقات السيئة مع بعض النساء ليست بالضرورة دليلًا على آراء كارهة للنساء. إن المصطلح، كغيره من مصطلحات المواقف السلبية، ينطبق على تصرفات ومواقف متنوعة.
تدعي المنظرة النسوية ماريلين فراي أن كره النساء متمركز حول الرجال وحول الانجذاب المثلي. في كتاب «سياسة الحقيقة»، تحلل فراي ميزة كره النساء المزعومة في الأدب الخيالي والتبريرية المسيحية لسي. إس. لويس تجادل فراي أن هذا الكره للنساء تميز الذكر بأنه موضوع اهتمام شهواني. تقارن بين الشخصية الكارهة للنساء والمثالية المزعومة من قبل لويس حول العلاقات بين الجنسين وبين شبكات الدعارة الذكرية المخبأة، اللتان تشتركان بنوعية الرجال الباحثين عن الهيمنة على أشخاص ينظر إليهم أنهم أقل احتمالًا للقيام بدور الخاضع في مجتمع أبوي، ولكن في كلا الحالتين يفعلانها سخريةً بالنساء.
بمقارنة كره النساء بكره الرجال، يقول عالم الاجتماع بجامعة ولونغونغ مايكل فلود أن كره الرجال يفتقد إلى الكره الغريزي النظامي، الموثق بالقوانين عبر التاريخ الموجود عند كره النساء.
كاميل باليا، التي تعتبر نفسها «نسوية منشقة» والتي تتعارض باستمرار مع الأكاديميين النسويين الآخرين، تجادل بأن التفسير المستوحى من الماركسية لكراهية النساء السائد في نسوية الموجة الثانية تشوبه عيوب خطيرة. وعلى العكس، ترى باجليا أن بقراءة النصوص التاريخية بتأمل يمكننا أن نستنتج أن الرجال لا يكرهون النساء بل يهابونهن.